# Jack Bowers
Pour les articles homonymes, voir Bowers.
John William Anslow « Jack » Bowers (né le 22 février 1908 à Scunthorpe en Angleterre et mort le 4 juillet 1970 à Lichfield) est un footballeur anglais.

## Carrière

### Début de carrière
Bowers est né à Low Santon, banlieue de Scunthorpe, et après avoir joué pour les Scunthorpe Appleby Works, commence sa carrière professionnelle à Scunthorpe & Lindsey United en décembre 1927. Cinq mois plus tard, il rejoint Derby County, où il reste jusqu'en 1936. Jack est le cousin de Keith Lindsey et de Barry Lindsey, deux autres joueurs de Scunthorpe.

### Derby County
Il rejoint Derby County de George Jobey le 5 mai 1928, le même jour que le futur international anglais Jack Barker. Il fait ses débuts lors d'une victoire 2–1 contre Bolton Wanderers le 2 février 1929 (il inscrit un but lors de ce match).
Il devient titulaire à partir de 1930–31 après le départ de Harry Bedford pour Newcastle United. Son premier match de la saison est contre Arsenal. Il inscrit 37 buts en 33 matchs, dont 4 contre Chelsea lors d'une victoire 6–2. Il marque 15 buts lors de 6 matchs consécutifs en janvier et février 1931. Derby finit à la 6e place.
En 1931-32, il inscrit 25 buts, puis 35 la saison suivante, ce qui fait de lui le meilleur buteur du championnat et fait finir son équipe à la 7e place en 1932-33. Bowers inscrit 8 buts en FA Cup l'année où Derby atteint la demi-finale de la FA Cup où ils perdent contre Manchester City. Bowers finit la saison avec 43 buts en 47 matchs, record du plus grand buteur en une saison du club.
Sa grande forme continue la saison suivante où il est encore meilleur buteur avec 34 buts, plus 3 en coupe, où Derby finit 4e en 1933-34.
Ses performances le font jouer pour l'Angleterre lors du British Home Championship 1934 contre l'Irlande à Windsor Park à Belfast le 14 octobre 1933. Bowers inscrit le 3e but anglais à la 60e minute lors d'une victoire 3–0. Il joue ensuite contre le Pays de Galles le 15 novembre, où il n'inscrit aucun but lors d'une défaite 2–1. Les Gallois remportent donc le British Home Championship. Bowers joue après contre l'Écosse. Bowers marque à la 85e minute (victoire 3–0). Bower joue aussi deux matchs en Football League.
En septembre 1934, une blessure sérieuse à la jambe contre les Spurs écourte sa carrière à Derby au profit de Hughie Gallacher. Sa convalescence se fait doucement, mais il marque 30 buts en 1935-36 pour la réserve. Il retourne en équipe première lors de la saison 1936–37, le 5 septembre 1936, Derby est mené 4–1 à domicile contre Manchester United, lorsque Bowers rentre et inscrit 4 buts en 15 minutes (entre la 64e et la 79e minute) et renverse la vapeur pour l'emporter 5–4.
En novembre 1936, il rejoint Leicester City pour £6 000. Lors de ses huit années à Derby, il joue 220 matchs, pour 183 buts. Seuls Steve Bloomer et Kevin Hector ont inscrit plus de buts pour Derby County.

### Leicester City
Bowers rejoint Leicester City en novembre 1936, qui est relégué en seconde division en 1935. Il inscrit 33 buts en 27 matchs pour son équipe qui remporte la seconde division en 1936-37.
De retour en Division 1, Bowers marque moins de buts. Pendant la Seconde Guerre mondiale, il interrompt sa carrière et prend sa retraite en août 1943. Lors de ses trois saisons, il inscrit 52 buts en 79 matchs, plus 4 buts en 5 matchs de FA Cup.

## Après carrière
En août 1943, Bowers devient entraîneur de Notts County chez les jeunes. Après deux ans, il rentre à Derby County en tant qu'assistant, position qu'il occupe pendant 20 ans.
Il meurt le 4 juillet 1970 à Lichfield, Staffordshire.
Son fils Jack Bowers, Jr. joue pour Derby County entre 1957 et 1966, et y joue 65 matchs.

## Apparitions pour l'Angleterre
| Match No. | Adversaire     | Date             | Stade     | Résultat | Buts | Club         |
| 1         | Irlande        | 14 octobre 1933  | Belfast   | 3-0      | 1    | Derby County |
| 2         | Pays de Galles | 15 novembre 1933 | Newcastle | 1-2      | 0    | Derby County |
| 3         | Écosse         | 14 avril 1934    | Londres   | 3-0      | 1    | Derby County |

## Palmarès
Derby County FC
- Vice-champion du Championnat d'Angleterre de football (2) :
  - 1930 & 1936.
- Meilleur buteur du Championnat d'Angleterre de football (2) :
  - 1933: 35 buts & 1934: 34 buts[8]
- Record de club pour le nombre de buts en une saison : 37 buts en 1930–31

Leicester City FC
- Champion du Championnat d'Angleterre de football D2 (1) :
  - 1937.
- Meilleur buteur du Championnat d'Angleterre de football D2 (1) :
  - 1937: 33 buts.